# 가가우지아의 기

가가우지아의 기

가가우지아의 기(가가우즈어: Gagauz Yerin bayraa)은 1995년 이후 가가우즈 영토 단위의 공식 상징으로 사용되었으며, 지역 상징으로 인정 받고 있다. 몰도바 "스카이 플래그 (Sky Flag)"로 널리 알려진이 카드는 청백색의 삼중주 (플래그)이며, 더 넓은 파랑 줄무늬가 있으며 삼각형 모양으로 배열된 3개의 노란 별이 있습니다. 전체적인 상징주의는 논란의 여지가 있지만, 별들은 몰도바 내 3개의가 가우스 지방 자치 단체를 대표할 수 있다. 3색은 가가우지아에서도 인기있는 러시아인을 연상시킨다. 이 문제는 가가우즈와 몰도바 정치인 사이에 마찰을 일으켰다.
가가우즈 민족주의의 출현은 1900년대로 거슬러 올라가지만 사르주의 독재에 반대 할 때 가가우즈 족과 그 영토에 대한 별개의 상징은 비교적 새로운 것이다. 1991년에 소련의 해산 동안 가가우 분리 주의자들을 위해 몇몇 인종 및 준공식 깃발이 기록되었으며, 일반적으로 회색 늑대 (또는 보즈커트)를 특징으로한다. 인식되지 않은 가가우스 공화국은 이러한 상징을 다양한 형태로 채택했다. 이 장치는 공식 플래그에 표시되었으며 한 사본에만 존재하는 것으로 알려졌다.
초기 인기에도 불구하고, 회색 늑대 깃발은 범 터키즘과 명성 맨 오른쪽 그룹에 대한 언급으로 논쟁에 의해 오염되었다. 2000년부터 2010년까지는 사용이 중단되었지만, 다음 10년 동안 인기로 다시 등장다. 2017년에 정부 이리나 왈라는 공식적인 지위를 가진 "역사적 깃발"로 늑대의 머리를 적색으로 표시하는 깃발의 도입을 제안했다.